# The Middle Management ～女性中層管理者～ / 執着人生 / 下個角落轉彎
《The Middle Management ～女性中層管理者～ / 執着人生 / 下個角落轉彎》（The Middle Management ～女性中間管理職～ / 我武者LIFE / 次の角を曲がれ）是日本女子偶像組合℃-ute的第27張單曲，於2015年4月1日由zetima發售。

## 概要
- 《The Middle Management ～女性中層管理者～ / 執着人生 / 下個角落轉彎》是℃-ute第一張3A單曲。
- 此單曲中3首樂曲均由不同音樂人制作：《The Middle Management ～女性中層管理者～》由淳君制作；《執着人生》由湘南乃風的SHOCK EYE及新人作曲家KOUGA共同制作；《下個角落轉彎》由中島卓偉制作。
- 此單曲有6個版本，分別有初回生產限定盤A、B、C和通常盤A、B、C。「初回生產限定盤A」」收錄了《The Middle Management ～女性中層管理者～》的PV；「初回生產限定盤B」收錄了《執着人生》的PV；「初回生產限定盤C」收錄了《下個角落轉彎》的PV。
- 在2015年4月13日於Oricon公信榜單曲週榜取得第3名。
- 此單曲於4月1日（發行首日）於Oricon公信榜單曲每日排行榜取得第1位，是繼《EVERYDAY 超絕讚!!》、《SHOCK!》和《以心中的吶喊而寫的一首歌 / Love take it all》後第4張單曲於公信榜單曲日榜上取得第1位。

## 收錄内容

### CD（初回生產限定盤A、通常盤A）
1. The Middle Management ～女性中層管理者～
（作詞：淳君 作曲・編曲：DANIEL MERLOT / AURELIEN POUDAT / HYON D / TAKANORI TSUNODA / STEFAN BROADLEY）
2. 執着人生
（作詞：SHOCK EYE、作曲：KOUGA supported by SHOCK EYE、編曲：soundbreakers）
3. 下個角落轉彎
（作詞・作曲：中島卓偉、編曲：鈴木Daichi秀行、ストリングスアレンジ：クラッシャー木村）
4. The Middle Management ～女性中層管理者～（Instrumental）
5. 執着人生（Instrumental）
6. 下個角落轉彎（Instrumental）

### CD（初回生產限定盤B、通常盤B）
1. 執着人生
2. 下個角落轉彎
3. The Middle Management ～女性中層管理者～
4. 執着人生（Instrumental）
5. 下個角落轉彎（Instrumental）
6. The Middle Management ～女性中層管理者～（Instrumental）

### CD（初回生產限定盤C、通常盤C）
1. 下個角落轉彎
2. The Middle Management ～女性中層管理者～
3. 執着人生
4. 下個角落轉彎（Instrumental）
5. The Middle Management ～女性中層管理者～（Instrumental）
6. 執着人生（Instrumental）

### DVD

#### 初回生產限定盤A
1. The Middle Management ～女性中層管理者～（PV）

#### 初回生產限定盤B
1. 執着人生（PV）

#### 初回生產限定盤C
1. 下個角落轉彎（PV）

## 外部連結
- 早安家族官方網站（页面存档备份，存于）（日語）